# Hulagan, Yellapur
Hulagan là một làng thuộc tehsil Yellapur, huyện Uttar Kannad, bang Karnataka, Ấn Độ.